# Pertness
Pertness ist eine Power-Metal-Band aus dem Berner Oberland. Pertness kombinieren schnell gespielten Heavy Metal mit Dudelsäcken. Die Band bezeichnet ihren Musikstil als „Swiss Highland Metal“, da sie aus den Schweizer Bergen kommt.

## Geschichte

### Gründung bis erster Plattenvertrag (1993–2008)
Pertness wurden 1993 gegründet. 1994 und 1998 veröffentlichten sie zwei Demos. Zwei Höhepunkte der frühen Jahre waren die Auftritte im Vorprogramm von Savatage im Z7 in Pratteln am 20. Juni 2001 und mit Metal Church 1999.

### Ab 2008
Im Juni 2007 erschien das erste richtige Album der Band mit dem Namen Seven Times Eternety. Pertness veröffentlichten es vorerst in Eigenregie und suchten dann damit eine Plattenfirma. Mit einem neuen CD-Art-Work versehen, kam das Album erneut unter demselben Namen im März 2008 über Karthago Records heraus. 2010 folgte From the Beginning to the End, erneut über Karthago Records. Das dritte Album, Frozen Time, veröffentlichte die Band 2012 über Pure Legend Records, über das 2018 auch das vierte Album Metamorphosis herausgegeben wurde.
Seit 2007 spielen Pertness regelmässig Konzerte in der Schweiz mit Bands wie Eluveitie, Excelsis oder Gonoreas. Zusammen mit den letzten zwei werden immer wieder kleinere Schweizer Tourneen unter dem Banner Swordbrothers durchgeführt.

### Cover-Artworks
Die Cover der Alben Seven Times Etenety, From the Beginning to the End und Frozen Time wurden von Georg Huber gestaltet. Sie stellen die jeweils gleiche Landschaft in unterschiedlichen Entwicklungsstadien dar.

### Pörtness GmBh
Pörtness GmBh ist ein Nebenprojekt, unter dessen Namen Pertness Lieder diverser bekannter Bands in ein metallisches Soundgewand kleiden. Anders als mit der eigentlichen Band sind bei Pörtness GmBh auch Gesänge auf Deutsch zu hören. Die bisher einzige Eigenkomposition Heimspiel ist ein auf Schweizerdeutsch gesungener Beitrag zur Fussball-Europameisterschaft 2008. Im Blick-Online-Voting erreichten Pertness damit den dritten Rang.

## Rezeption
Die Veröffentlichungen von Pertness wurden bei den anerkannten deutschsprachigen Szenezeitschriften Rock Hard und Metal Hammer positiv besprochen. Auf dem Schweizer Heavy-Metal-Portal metalfactory.ch schafften es Pertness im Leserpoll 2012 und 2013 in die Top Ten der Kategorie „Beste Schweizer Band“.

## Diskografie
als Pertness
- 1994: 1994 (Demo)
- 1998: Pertness (Demo)
- 2008: Seven Times Eternety (Album; Karthago Records)
- 2010: From the Beginning to the End (Album; Karthago Records)
- 2012: Frozen Time (Album; Pure Legend Record)
- 2018: Metamorphosis (Album; Pure Legend Record)

als Pörtness GmBh
- 2008: Masslos (Album; Non Stop Music Records)